# Hypsiboas riojanus
La Rana Arborícola Andina es una especie de anfibio de la familia Hylidae distribuida entre Argentina y Bolivia particularmente en la región andina de ambos países. 
Sus hábitats naturales están muy asociados a los cuerpos de agua, incluyen bosques templados, bosques secos interandinos, puna, ríos, corrientes intermitentes de agua, pantanos, marismas de agua dulce y corrientes intermitentes de agua.

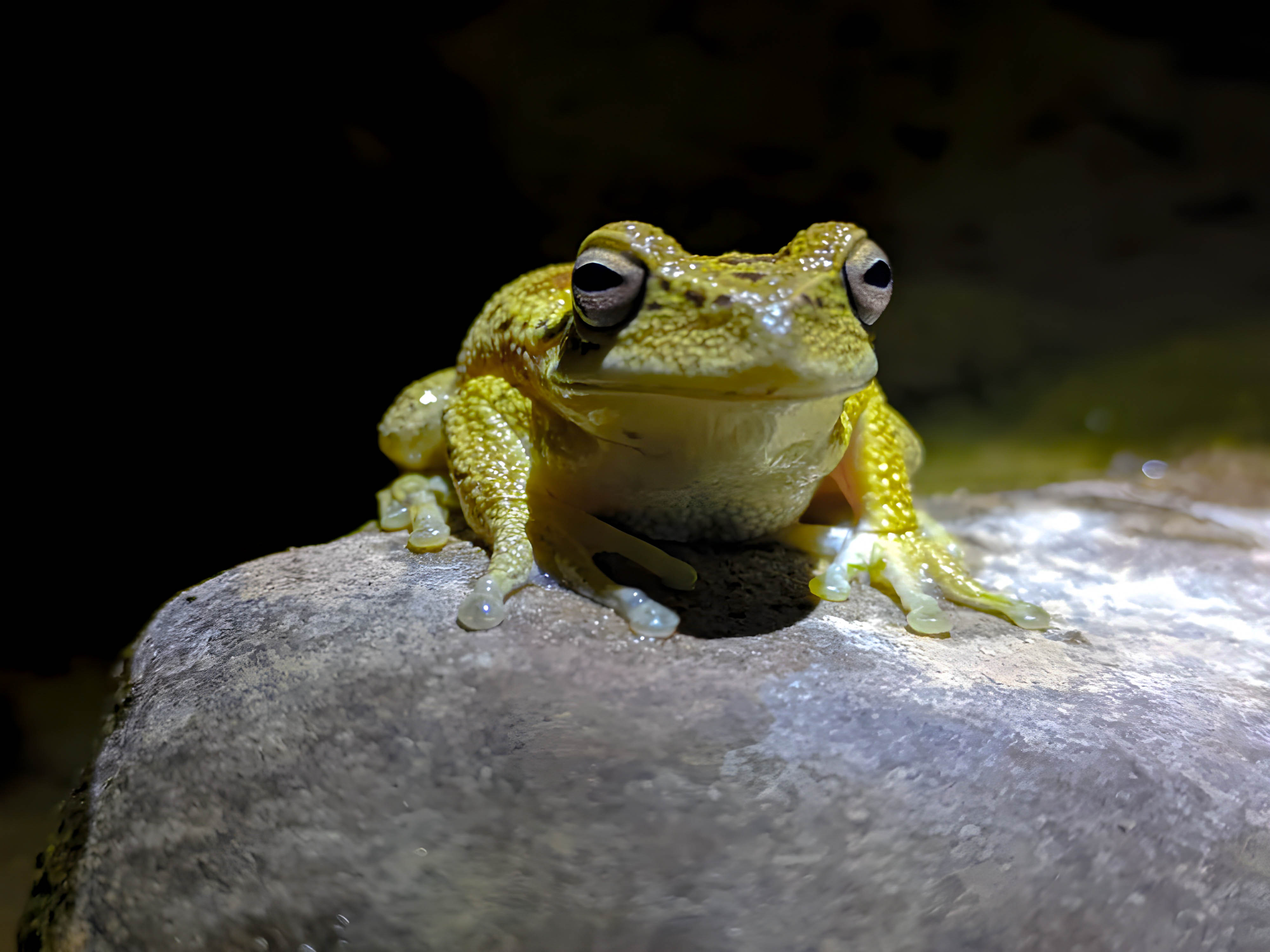
Rana Arborícola Andina en el Área natural de manejo integrado El Palmar.

## Descripción
Rana mediana, que en promedio mide entre 52 mm. y 75 mm de longitud hocico cloaca, siendo la hembra más grande. Patrón de coloración que desde verde oscuro a claro en el dorso y extremidades, puede presentar diseños reticulados, a veces presenta una línea dorsolateral de ojo a ingle compuesta de manchas blancas y negras. Vientre blanquecino granulado. Patas con dedos con discos digitales, extremidades posteriores con membranas interdigitales basales y las anteriores menos desarrolladas. En la cara interior del muslo presenta un patrón de franjas oscuras sobre un fondo claro. Tímpano y pupila color cobre.

## Distribución
Actualmente, se considera que el rango de distribución incluye departamentos de Bolivia como Cochabamba, Chuquisaca, Potosí, La Paz, Santa Cruz y Tarija y en las provincias argentinas de Jujuy, Salta, Tucumán, Catamarca, y La Rioja donde se tiene descrito el holotipo. Altitudinalmente, se la puede encontrar entre los 500 y 4200 msnm.

## Historia Natural
Presenta comportamiento diurno y nocturno. Durante el día se le puede encontrar sobre la vegetación o sobre los alrededores del cuerpo de agua tomando sol. Durante la noche se alimenta, traslada y desarrolla su ciclo reproductivo. Puede ser identificada rápidamente por el canto acampanado metálico muy distintivo en su distribución. Sus huevos son depositados durante la época de lluvias sumergida y adherido a la vegetación sumergida.

## Nota Taxonómica
Previamente, el género de esta especie era considerado como Hypsiboas, que ahora es considerado ser un sinónimo menor de Boana, por tanto, su género fue transferido a Boana.

## Sinónimos
- Boana albonigra (Nieden, 1923)
- Boana varelae (Carrizo, 1992)
- Hyla riojana Koslowsky, 1895
- Hypsiboas andinus (Müller, 1924)
- Hypsiboas riojanus (Koslowsky, 1895)[3]